# Elección al Senado de los Estados Unidos en Oregón de 2020
La Elección al Senado de los Estados Unidos en Oregon de 2020 se llevaron a cabo el 3 de noviembre de 2020 para elegir a un miembro del Senado de los Estados Unidos para representar al estado de Oregón, al mismo tiempo que las elecciones presidenciales de los Estados Unidos de 2020, así como otras elecciones al Senado de los Estados Unidos en otros estados. Elecciones a la Cámara de Representantes de Estados Unidos y diversas elecciones estatales y locales. El actual senador demócrata  Jeff Merkley se postuló para la reelección para un tercer mandato. Aunque se esperó que este escaño en el Senado fuera uno de los más seguros para los demócratas, la carrera recibió atención nacional debido a la promoción del candidato republicano Jo Rae Perkins de la teoría de la conspiración QAnon infundada.

## Elección general

### Predicciones
| Fuente                | Clasificación | As of                  |
| --------------------- | ------------- | ---------------------- |
| Cook Political Report | Sólido        | 29 de octubre de 2020  |
| Inside Elections      | Sólido        | 28 de octubre de 2020  |
| Sabato's Crystal Ball | Sólido        | 2 de noviembre de 2020 |
| 270toWin              | Sólido        | 2 de noviembre de 2020 |
| Político              | Sólido        | 2 de noviembre de 2020 |

### Encuestas
| Fuente de la encuesta | Fecha(s) de realización     | Tamaño de muestra | Margen de error | Jeff Merkley (D) | Jo Rae Perkins (R) | Otro Indecisos |
| --------------------- | --------------------------- | ----------------- | --------------- | ---------------- | ------------------ | -------------- |
| Civiqs/Daily Kos      | 26-29 de septiembre de 2020 | 944 (LV)          | ± 3.5%          | 55%              | 35%                | 10%            |

### Resultados
| Elección al Senado de los Estados Unidos en Oregón de 2020 | Elección al Senado de los Estados Unidos en Oregón de 2020 | Elección al Senado de los Estados Unidos en Oregón de 2020 | Elección al Senado de los Estados Unidos en Oregón de 2020 | Elección al Senado de los Estados Unidos en Oregón de 2020 | Elección al Senado de los Estados Unidos en Oregón de 2020 |
| Partido                                                    | Partido                                                    | Candidato/a                                                | Votos                                                      | %                                                          |                                                            |
| ---------------------------------------------------------- | ---------------------------------------------------------- | ---------------------------------------------------------- | ---------------------------------------------------------- | ---------------------------------------------------------- | ---------------------------------------------------------- |
|                                                            | Demócrata                                                  | Jeff Merkley (titular)                                     | 1,321,047                                                  | 56.91%                                                     |                                                            |
|                                                            | Republicano                                                | Jo Rae Perkins                                             | 912,814                                                    | 39.32%                                                     |                                                            |
|                                                            | Libertario                                                 | Gary Dye                                                   | 42,747                                                     | 1.84%                                                      |                                                            |
|                                                            | Verde                                                      | Ibrahim Taher                                              | 42,239                                                     | 1.82%                                                      |                                                            |
| Total                                                      | Total                                                      | Total                                                      | 2,321,249                                                  | 100.0%                                                     |                                                            |
| Margen de victoria                                         | Margen de victoria                                         | Margen de victoria                                         | 408,233                                                    | 17.59%                                                     |                                                            |
|                                                            | Control Demócrata                                          |                                                            |                                                            |                                                            |                                                            |